# Stegophylla quercifoliae
Stegophylla quercifoliae är en insektsart som först beskrevs av David D. Gillette 1914.  Stegophylla quercifoliae ingår i släktet Stegophylla och familjen långrörsbladlöss. Inga underarter finns listade i Catalogue of Life.